# 物理化学期刊B
《物理化学期刊B》（Journal of Physical Chemistry B）是一辑每周出版的同行评审科学期刊,由美国化学会出版。期刊内容涵盖材料化学(高分子、软物质、表面活性剂)、统计力学、热力学、生物物理化学等几个研究领域。2023年，期刊影响因子(Impact factor, IF)为3.5。
1997年以前期刊的名字是《Journal of Physical Chemistry》，由于研究领域的逐渐扩大，在1997年该期刊分为《Journal of Physical Chemistry A》（分子理论和实验物理化学），和《Journal of Physical Chemistry B》（固体、软物质和液体等）。2007年进一步分设《Journal of Physical Chemistry C》，用来发表快速发展的纳米科技和分子电子学有相关领域的学术成果。

## 主编
- 1997–2005 Mostafa El-Sayed
- 2005–2019 George C. Schatz[2]
- 2020–至今 Joan-Emma Shea[3]